# Verwaltungsgemeinschaft Pfreimd
Die Verwaltungsgemeinschaft Pfreimd liegt im Oberpfälzer Landkreis Schwandorf und wird von folgenden Gemeinden gebildet:
1. Pfreimd, Stadt, 4988 Einwohner, 51,48 km²
2. Trausnitz, 908 Einwohner, 17,63 km²

Sitz der 1978 gegründeten Verwaltungsgemeinschaft ist Pfreimd.